# 2023 PO5
2023 PO5 est un objet transneptunien faisant partie des cubewanos découvert en 2023, il est encore très mal connu.

## Caractéristiques
2023 PO5 mesure environ 200 km de diamètre.